# Hosselaar (single)
Hosselaar is een lied van de Nederlandse rapper Josylvio in samenwerking met rappers Sevn Alias en Kevin. Het werd in 2020 als single uitgebracht en stond in 2021 als derde track op het album Abu Omar van Josylvio.

## Achtergrond
In straattaal is een hosselaar iemand die allerlei klusjes doet om geld te verdienen, een ritselaar, vaak een drugsdealer, maar ook iemand die streetwise is en makkelijk iemand versiert.
Hosselaar is een nederhop-nummer, geschreven door Thijs van Egmond, Joost Theo Sylvio Yussef Abdel Galil Dowib, Kevin de Gier en Sevaio Mook en geproduceerd door Thez. Ze zingen over geld verdienen en hoe ze dit deden voordat ze succesvol waren. De single heeft in Nederland de gouden status.
Het is niet de eerste keer dat de drie rappers samen op een lied te horen zijn. Eerder was dit met Abu Dhabi en Money like we. Josylvio en Sevn Alias stonden eerder al samen op de remixversie van Cocaina en Sevn Alias en Kevin op Waarom en Turnen.

## Hitnoteringen
De rappers hadden verschillend succes in het Nederlands taalgebied. In de Nederlandse Single Top 100 piekte het op de derde plaats en was het dertien weken te vinden. Er was geen notering in de Nederlandse Top 40, maar het kwam tot de achtste plaats van de Tipparade. Ook de Vlaamse Ultratop 50 werd niet bereikt, hier was de twintigste plaats in de Ultratip 100 de hoogste positie.